# Tufeștii de Jos
Tufeștii de Jos – wieś w Rumunii, w okręgu Vaslui, w gminie Rebricea. W 2011 roku liczyła 433 mieszkańców.